# Thiosulfináty

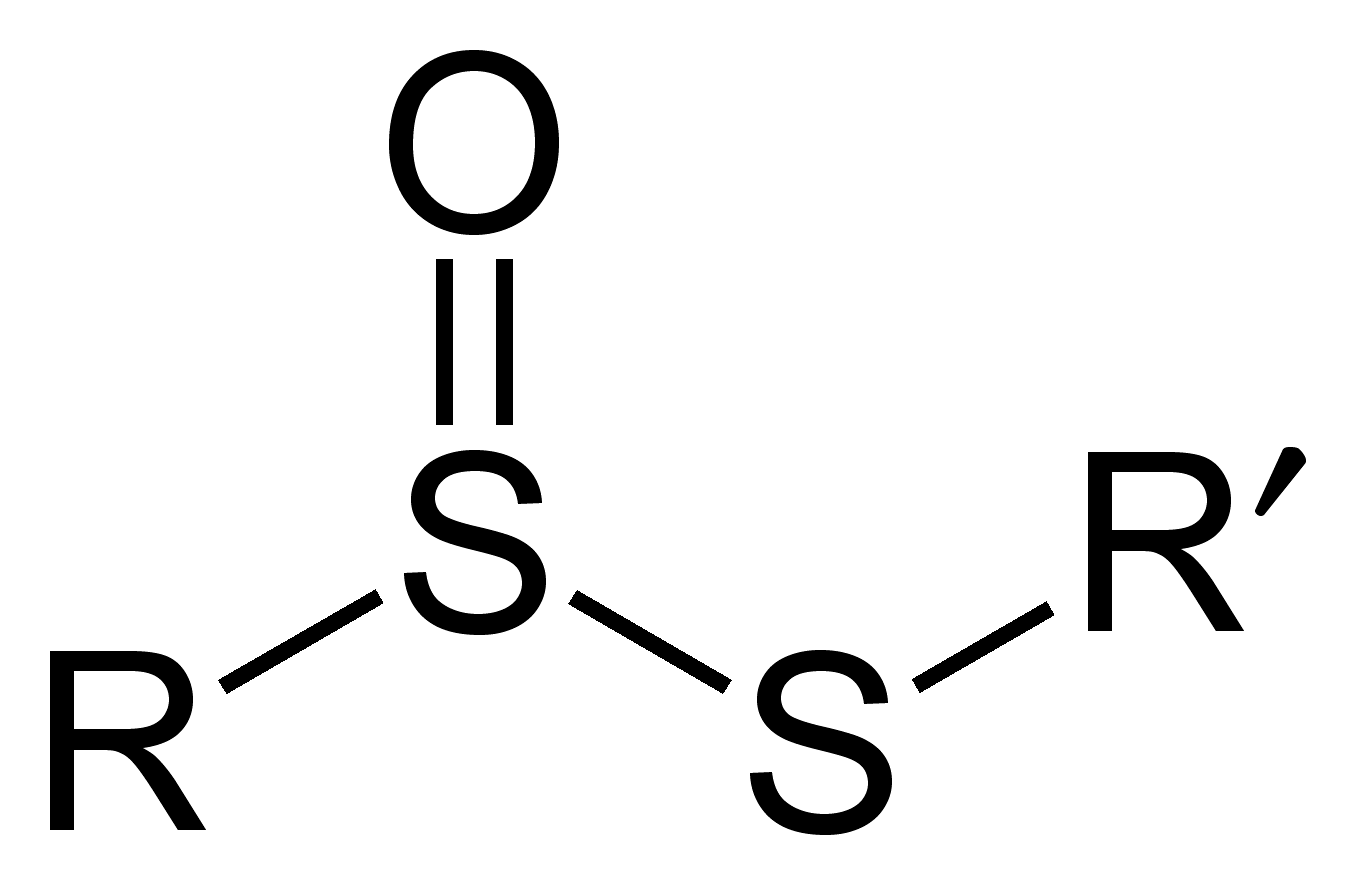
Obecný strukturní vzorec thiosulfinátu

Thiosulfináty jsou organické sloučeniny obsahující thiosulfinátovou skupinu R-S(O)-S-R' (R a R' jsou organické substituenty). Jedná se o estery alkanthiosulfinových nebo arenthiosulfinových kyselin. Patří mezi sloučeniny se zoxidovanou disulfidovou vazbou, společně s thiosulfonáty (R-SO2-S-R'), α-disulfoxidy (R-S(O)-S(O)-R), sulfinylsulfony (R-S(O)-SO2-R') a α-disulfony (R-SO2-SO2-R'). Thiosulfinátová skupina může být acyklická i cyklická.

## Výskyt
V rostlinách se vyskytuje řada cyklických i acyklických thiosulfinátů, příkladem je alicin (CH2=CHCH2S(O)SCH2CH=CH2), který se uvolňuje při drcení česneku. Alicin objevil v roce 1944 Chester John Cavallito. Drcením částí různých rostlin rodu česnek (Allium) a brukev (Brassica) se uvolňují methyl-, n-propyl-, 1-propenyl-, 2-propenyl-, n-butyl-, 1-butenyl- i 2-butenylthiosulfináty. Kořeny rostliny Petiveria alliacea obsahují S-(2-hydroxyethyl)2-hydroxyethan)thiosulfinát, S-(2-hydroxylethyl)fenylmethanthiosulfinát, S-benzyl-2-hydroxyethan)thiosulfinát a S-benzyl-fenylmethanthiosulfinát. V tropické rostlině Sphenoclea zeylanica byly nalezeny zeylanoxidy, cyklické thiosulfináty odvozené od 1,2-dithiolan-1-oxidu. Tyto sloučeniny mají chirální centra na atomech uhlíku i síry. S-oxid kyseliny asparagusinové, nalezený v chřestu lékařském a brugierol, vyskytující se v rostlině Brugiera conjugata, také patří mezi thiosulfináty.

## Vznik a reakce
Prvním, kdo popsal přípravu thiosulfonátů, byl v roce 1947 Chester John Cavallito; šlo o oxidaci příslušných disulfidů. Příkladem poměrně stabilního thiosulfinátu je terc-butylthiosulfinát ((CH3)3CS(O)SC(CH3)3), který lze připravit v opticky čisté formě asymetrickou oxidací di-terc-butyldisulfidu peroxidem vodíku. Zahříváním se rozkládá na kyselinu terc-butanthiosulfoxylovou. Podobným způsobem se dá získat racemický methylmethanthiosulfinát (CH3S(O)SCH3) z dimethyldisulfidu oxidací kyselinou peroxooctovou. Methylmethanthiosulfinát se teplem rozkláda za vzniku kyseliny methansulfenové (CH3SOH), nejjednodušší sulfenové kyseliny, a thioformaldehydu (CH2=S). Rovněž se může disproporcionovat na dimethyldisulfid a methylmethanthiosulfonát (CH3SO2SCH3) či v Pummererově přesmyku přeměnit na CH3S(O)CH2SSCH3. Dithiiran 1-oxid, sulfinát s tříčlenným cyklem, lze připravit přesmykem z 1,3-dithietanu. Podobný 3-(9-triptycyl)dithiiran-1-oxid byl připraven reakcí (9-triptycyl)diazomethanu s S8O. Pomocí rentgenové krystalografie bylo zjištěno, že molekula tohoto dithiiran-1-oxidu má velmi dlouhou vazbu síra-síra (211,9(3) pm).
Thiosulfináty jsou meziprodukty při oxidaci thiolů na sulfonové kyseliny.

## Vlastnosti
Allicin, S-benzylfenylmethanthiosulfinát, má společně s dalšími podobnými látkami díky schopnosti tvorby sulfenových kyselin antioxidační účinky. Acyklické sulfináty z rostlin rodů česnek a brukev působí protibakteriálně, proti parazitům a inhibují aktivitu cysteinproteázy, zatímco přírodní 1,2-dithiolan-1-oxidy jsou inhibitory růstu. Thiosulfináty v rostlinách patřících do rodu Petiveria mají podobné vlastnosti.
Thiosulfináty mají centrum tvořené propojením čtyřmocné a dvoumocné síry, přičemž čtyřmocná síra je stereogenní. Přeměna disulfidu na thiosulfinát vede k oslabení vazby S-S, u molekuly (C6H5)S(O)S(C6H5) se energie vazby sníží z 16,7 na 8,25 kJ.mol−1, v důsledku čehož jsou thiosulfináty obvykle nestabilní a poměrně reaktivní. Z těchto důvodů se směsi rostlinných sulfinátů snadněji analyzují pomocí vysokoúčinné kapalinové chromatografie (HPLC) než plynovou chromatografií, kterou ovšem lze použít u některých thiosulfinátů s nižšími molekulovými hmotnostmi. Od sulfoxidů lze thiosulfináty odlišit infračervenou spektroskopií, jelikož mají absorpční pás odpovídající vazbě vazby S=O okolo 1078 cm−1, zatímco u sulfoxidů se nachází na 1030–1060 cm−1.